# Villes
Villes es una comuna francesa situada en el departamento de Ain, de la región de Auvernia-Ródano-Alpes. 

## Demografía
| 108 | 146 | 157 | 184 | 226 | 268 | 340 | 351 | 376 |
| Para los censos de 1962 a 1999 la población legal corresponde a la población sin duplicidades (Fuente: INSEE [Consultar]) |     |     |     |     |     |     |     |     |